# Backnang
Backnang – miasto w Niemczech, w kraju związkowym Badenia-Wirtembergia, w rejencji Stuttgart, w regionie Stuttgart, w powiecie Rems-Murr, siedziba wspólnoty administracyjnej Backnang. Leży nad rzeką Murr, ok. 15 km na północny wschód od Waiblingen, przy drodze krajowej B14 i linii kolejowej Gaildorf–Waiblingen.
W mieście jest stacja kolejowa Backnang.